# 1132 w polityce

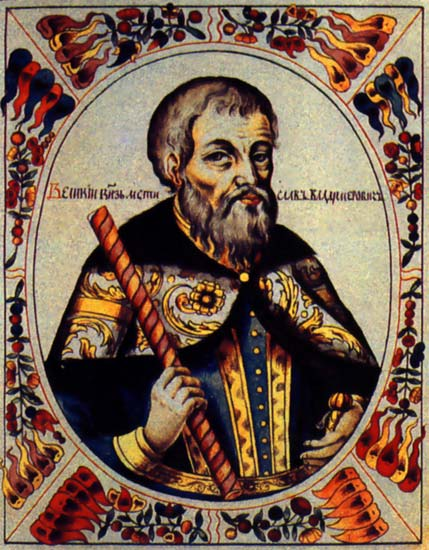
Mścisław I Harald

Wydarzenia polityczne w 1132 roku.

## Wydarzenia
- Nieudana interwencja Bolesława Krzywoustego na Węgrzech na rzecz Borysa (syn Kolomana I), klęska w bitwie nad rzeką Sajó[1][2][3].
- Początek najazdów Sobiesława na Śląsk (do 1134)[1][2].

## Zmarli
- 15 kwietnia Mścisław I Harald, książę kijowski[4].